# Leuke (Insel)
Leuke (altgriechisch Λευκή, „die Weiße“) ist eine Insel der griechischen Mythologie. Sie soll an der Donaumündung, also im Schwarzen Meer, liegen.
Achilleus wurde in einer Version seiner Geschichte nach seinem Tod in Troja von seiner Mutter Thetis auf Leuke versetzt, um über diese Insel zu herrschen. Thetis machte ihren Sohn damit unsterblich. In diesem Sinne ist Leuke mit der Insel Elysion vergleichbar. Nach den Erzählungen Homers war Leuke bewaldet und voll von Tieren, sowohl wilden als auch zahmen. Dort sollen die Geister des Achilleus und der Helena ständig hohe Feste feiern.